# Kevin Wattamaleo
Kevin Wattamaleo (Rotterdam, 25 januari 1989) is een Nederlands voormalig betaald voetballer die bij voorkeur op het middenveld speelde.

## Carrière
Wattamaleo komt uit de jeugd van Sparta en Feyenoord en maakte op 30 november 2008 als invaller zijn eredivisiedebuut in de uitwedstrijd tegen SBV Vitesse. De van oorsprong middenvelder is in datzelfde seizoen van positie veranderd waardoor hij op de linksbackplaats de concurrent werd van Tim de Cler.
Kort daarna maakte hij ook zijn Europese debuut tegen Lech Poznan. Op 17 december 2008 speelde hij heel de wedstrijd omdat Giovanni van Bronckhorst nog te veel last had van een hoofdblessure en Tim de Cler een scheurtje in zijn hamstring heeft.
Hij tekende in juni 2010 een tweejarig contract bij Excelsior, dat hem daarvoor al een jaar huurde van Feyenoord.
Nadat proefperiodes bij Go Ahead Eagles, Viborg FF en AGOVV Apeldoorn geen contract opleverden werd hij op 21 november 2012 tot het einde van het seizoen 2012/13 door N.E.C. vastgelegd. In juni 2013 werd bekend dat hij voor twee seizoenen bij FC Volendam tekende. Hij speelde voor het tweede team van AFC en ging in 2017 voor GLZ Delfshaven spelen. In juli 2018 stopte Wattamaleo met voetballen.

## Statistieken
| Seizoen         | Club                 | Wedstrijden | Doelpunten |
| --------------- | -------------------- | ----------- | ---------- |
| 2008/2009       | Feyenoord            | 5           | 0          |
| 2009/2010       | Excelsior (verhuurd) | 25          | 3          |
| 2010/2011       | Excelsior            | 31          | 2          |
| 2011/2012       | Excelsior            | 12          | 0          |
| 2012/2013       | N.E.C.               | 3           | 0          |
| 2013/2014       | FC Volendam          | 23          | 1          |
| 2014/2015       | FC Volendam          | 6           | 0          |
| Carrière totaal | Carrière totaal      | 105         | 6          |